# Мађарска дијаспора
Мађарска дијаспора (мађ. magyar diaszpóra) термин је који обухвата укупну етничку мађарску популацију која се налази изван данашње Мађарске.
Постоје две главне групе дијаспоре. У првој групи су они који су аутохтони према својој домовини и живе изван Мађарске од промена граница Тријанонским споразумом из 1920. године. Победничке снаге су преокренуле тадашње границе Мађарске, а као последица тога, 3,3 милиона Мађара се нашло ван нових граница. Друга главна група су емигранти, који су у више наврата напуштали Мађарску, нарочито за време Мађараске револуције 1956. године. Од када је Мађарска приступила Европској унији, било је неколико миграција мађарског становништва, посебно у Немачку.

## Мађари по земљама
| Земља                     | Мађарска популација                      | Статус                                                   |
| ------------------------- | ---------------------------------------- | -------------------------------------------------------- |
| Суседне земље Мађарске    |                                          |                                                          |
| Румунија                  | 1,227,623 (2011) (не рачунајући Чангосе) | Аутохтони у Трансилванији, Чангоси у покрајини Молдавија |
| Словачка                  | 458,467 (2011)                           | Аутохтони                                                |
| Србија                    | 253,899 (2011)                           | Аутохтони у Војводини                                    |
| Украјина                  | 156,600 (2001)                           | Аутохтони у Закарпатској области                         |
| Аустрија                  | 55,038 (2014)                            | Аутохтони у Бургенланду                                  |
| Хрватска                  | 14,048 (2011)                            | Аутохтони у Хрватској, осим у Истри и Далмација.         |
| Словенија                 | 6,243 (2001)                             | Аутохтони у источној Словенији                           |
| Остале земље              |                                          |                                                          |
| Сједињене Америчке Државе | 1,563,081 (2006)                         | Имигранти                                                |
| Канада                    | 315,510 (2006)                           | Имигранти                                                |
| Израел                    | 200,000 to 250,000 (2000)                | Већина имиграната су мађарски Јевреји                    |
| Немачка                   | 120,000 (2004)                           | Имигранти                                                |
| Француска                 | 100,000 to 200,000 (2000)                | Имигранти                                                |
| Бразил                    | 80,000 (2002)                            | Имигранти                                                |
| Русија                    | 76,500 (2002)                            | Имигранти                                                |
| Аустралија                | 67,616(2006)                             | Имигранти                                                |
| Уједињено Краљевство      | 52,250 (2011)                            | Имигранти                                                |
| Чиле                      | 50,000 (2012)                            | Имигранти                                                |
| Аргентина                 | 40,000 to 50,000 (2000)                  | Имигранти                                                |
| Швајцарска                | 20,000 to 25,000 (2000)                  | Имигранти                                                |
| Шведска                   | 16,193 (2014)                            | Имигранти                                                |
| Чешка                     | 14,672 (2001)                            | Имигранти                                                |
| Турска                    | 6,800 (2001)                             | Имигранти                                                |
| Мексико                   | 3,500 (2006)                             | Имигранти                                                |
| Ирска                     | 3,328 (2006)                             | Имигранти                                                |
| Пољска                    | 1,728 (2011)                             | Имигранти                                                |
| Нови Зеланд               | 1,476 (2006)                             | Имигранти                                                |
| Укупно                    | 4.9 - 5,1 милиона                        |                                                          |

Имиграције Мађара у западну Европу порасле су током деведесетих година 20. века и нарочито од 2004. године, након уласка Мађарске у Европску унију. Хиљаде Мађара из Мађарске тражило је послове и имигрирало у Немачку, Велику Британију, Ирску, Финску, Шведску, Шпанију и Португал.

## Мађарско држављанство
Предлог подржан од стране Демократске алијанске Мађара у Румунији за доделу мађарског држављанства Мађарима који живе у Румунији, али без испуњавања захтева за пребивалиште, није прошао на референдуму у Мађарској 2004. године. Референдум је био неважећи због недовољно учесника. После неуспеха референдума из 2004. године, лидери мађарских етничких партија у суседним земљама формирали су Форум мађарских организација у иностранству у јануару 2005. године, као инструмент лобирања за преференцијални третман при одобравању мађарског држављанства.
У 2010. години усвојене су неке измене у мађарском закону олакшавајући убрзани процес натурализације за етничке Мађаре који живе у иностранству. У периоду од 2011. до 2012. године, 200.000 лица искористило је нови процес убрзања процеса натурализације, а било је још 100.000 пријава у току лета 2012. године. Од фебруара 2013. године, мађарска влада је одобрила готово 400.000 држављанстава Мађарима "изван граница". У јуну 2013. заменик премијера Золт Семјен најавио је да очекује да тај број достигне око пола милиона до краја године.
Нови закон о држављанству, који је ступио на снагу 1. јануара 2011. године, није дозволио Мађарима изван граница Мађарске гласање, чак ни на националним изборима. Ипак, 2014. године мађарски грађани из иностранства добили су могућност да учествују на парламентарним изборима без мађарске резиденције, међутим нису могли да гласају за кандидате који се кандидују за место у изборној јединици, већ само за партијску листу.

## Галерија
- Мађарска реформаторска црква и зграда парохијског дома у Руменки
- Зграда мађарске организације у Вашингтону
- Мађарска реформаторска црква у Хомстеду, Пенсилванија
- Мађарска црква Свети Стефан у Охају
- Мађарски имигранти у Кливиленду 1913. године
- Мађарски трг у Венецуели
- Мађарске народне игре у Сомбору